# Cristianesimo in Libia

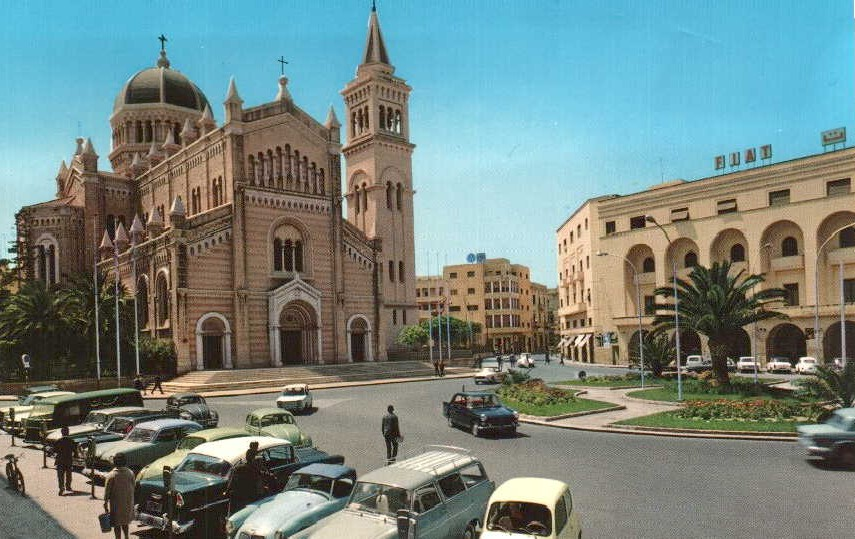
La cattedrale di Tripoli negli anni '60 del XX secolo.

Il cristianesimo in Libia è a tutt'oggi una delle religioni di minoranza del paese, pur essendo stata presente fin dal I secolo dell'impero romano soprattutto in Tripolitania e Cirenaica,

## Caratteristiche
Il più grande gruppo cristiano in Libia è la Chiesa ortodossa copta, con una popolazione di 60.000 unità; La Chiesa copta è nota per aver piantato le proprie radici storiche in Libia molto prima che gli arabi raggiungessero quel territorio verso ovest a partire dall'Egitto. Anche la Chiesa cattolica ha un buon numero di aderenti, con 50.000 unità presenti. Le comunità della Chiesa ortodossa comprendono la chiesa ortodossa russa, la chiesa ortodossa serba e la chiesa greco-ortodossa. Vi è infine anche una congregazione della Chiesa anglicana operante a Tripoli, fatta per lo più di lavoratori immigrati africani, che appartengono alla diocesi anglicana egiziana. Il vescovo anglicano di Libia ha la sua sede a Il Cairo.; c'è anche un prete a Sebha.
I rapporti tra cristiani e musulmani in Libia sono relativamente pacifici; vi sono tuttavia limitazioni per lo svolgimento dell'attività religiosa cristiana. È vietato inoltre fare proselitismo tra i musulmani, anche se un uomo non musulmano deve convertirsi all'Islam se vuole sposare una donna musulmana; inoltre, la disponibilità di letteratura religiosa è assai limitata.

## Gruppi cristiani in Libia

### Chiesa ortodossa copta
Attualmente ci sono circa 60.000 copti in Libia, molti dei quali con radici secolari in Nordafrica (soprattutto in Egitto).
Storicamente il cristianesimo si diffuse per tutta la Pentapoli Nordafricana proprio dall'Egitto; Sinesio di Cirene (370-414), vescovo di Tolemaide, ricevette la sua istruzione ad Alessandria d'Egitto, sia per quanto riguarda quella proveniente dalla scuola catechetica di Alessandria sia dal Museo (Alessandria), ed intrattenne una grande riverenza ed affetto per Ipazia, caposcuola degli ultimi neoplatonici pagani, alle cui classi e lezioni capitò di assistere. Sinesio fu innalzato all'episcopato da Teofilo, patriarca di Alessandria, nel 410. Dal momento del Concilio di Nicea nel 325, la Cirenaica era stata riconosciuto come una provincia ecclesiastica della Sede di Alessandria, in accordo con la sentenza dei Padri di Nicea. Il Papa della Chiesa ortodossa copta di Alessandria fino ad oggi comprende la Pentapoli nel suo titolo come una delle aree all'interno della sua giurisdizione.
Le congregazioni copte in diversi paesi si trovavano sotto l'antica Eparchia della Pentapoli occidentale (la Cirenaica), che fece parte della Chiesa ortodossa copta per secoli fino al XIII secolo.
Vi sono attualmente tre chiese copte ortodosse in Libia: una a Tripoli (dedicata a San Marco), una a Bengasi (San Antonio, con due sacerdoti), e una a Misurata (Santa Maria e San Giorgio).

### Chiesa cattolica romana
Ci sono circa 50.000 cattolici romani, soprattutto libici d'origini italiane e maltesi.
La Chiesa di "Santa Maria degli Angeli" (o Madonna degli Angeli) nella città vecchia - Medina (quartiere) - di Tripoli è stata fondata nel 1645 e, con il permesso del sultano di Costantinopoli, la Chiesa dell'Immacolata Concezione è stata fondata a Bengasi nel 1858. Prima della seconda guerra mondiale il numero dei cattolici è aumentato sensibilmente in Libia a causa dell'opera di colonizzazione italiana, ma ora la cattolica cattedrale di Tripoli (costruita nel 1930), è stata convertita in una moschea.
Ci sono due vescovi, uno a Tripoli (al servizio della comunità italiana nella chiesa di San Francesco) ed uno a Bengasi per servire la comunità maltese nella Chiesa dell'Immacolata Concezione).

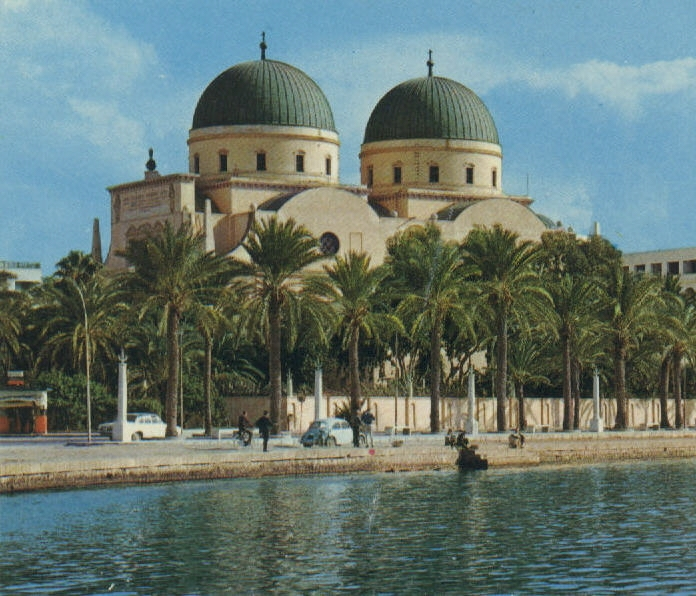
La cattedrale di Bengasi.